# Erythrogenys
Erythrogenys är ett fågelsläkte i familjen timalior inom ordningen tättingar. Släktet omfattar sju arter som förekommer från Himalaya och södra Kina till Myanmar och Malaysia:
- Större sabeltimalia (E. hypoleucos)
- Rostkindad sabeltimalia (E. erythrogenys)
- Rödögd sabeltimalia (E. imberbis)
- Fläckbröstad sabeltimalia (E. mclellandi)
- Svartstrimmig sabeltimalia (E. gravivox)
- Gråsidig sabeltimalia (E. swinhoe)
- Fläckig sabeltimalia (E. erythrocnemis)

Dessa placerades tidigare i släktet Pomatorhinus. DNA-studier visar dock att gruppen är närmare släkt med Stachyris.